# Lightning Crashes
«Lightning Crashes» es una canción del grupo de rock alternativo Live de su álbum de 1994, Throwing Copper.
Mientras que la canción no fue lanzada como un sencillo adquirible comercialmente en los Estados Unidos, la canción recibió suficiente difusión radial para llegar a la posición número 12 en la lista de Billboard Hot 100 Airplay en 1995. La canción también llegó a la cima del Billboard Mainstream Rock Tracks (10 semanas) y Hot Modern Rock Tracks (9 semanas) también en 1995. Debido a que no fue lanzado como simple en los Estados Unidos, no fue elegido para el Billboard Hot 100. A pesar de esto, la canción se considera el mayor éxito en la carrera de Live.
La canción fue también un éxito del Top 40 en el Reino Unido. El sencillo en el Reino Unido fue lanzado en varios formatos y versiones.

## Sentido de la canción
Se dedicó la canción a Barbara Lewis, de 19 años, una amiga de la banda que fue asesinada en 1993 por un conductor ebrio que huía de la policía tras un robo en York, Pensilvania. Muchos de los órganos de Bárbara fueron donados incluyendo el hígado a un bebé de 10 meses; la letra de la canción refleja cómo su muerte permitió a otros a seguir viviendo. Después de la Masacre del instituto Columbine de 1999, Ed Kowalczyk con frecuencia dedicaba la canción a las víctimas en los shows en vivo.
Poco después del atentado de Oklahoma City del 19 de abril de 1995, una estación de radio local mezcló la canción con recortes de noticias, clips de audio del presidente de EE. UU. Bill Clinton y el gobernador de Oklahoma Frank Keating respondiendo al ataque, junto con otros sonidos (como las sirenas de ambulancias y bomberos) de ese día.

## Lista de canciones
Todas las canciones escritas por Live:

### Sencillo europeo
1. «Lightning Crashes» [Edit] – 4:29
2. «Lightning Crashes» (Glastonbury '95) [Live] – 5:15
3. «The Beauty of Gray» (Bootleg Version) [Live] – 4:45

### Sencillo Alemán
1. «Lightning Crashes» [Edit] – 4:25
2. «Operation Spirit (The Tyranny of Tradition)» – 3:18
3. «Good Pain» – 5:39
4. «Heaven Wore a Shirt» – 3:38
5. «Negation» – 3:38

### CD de Reino Unido Sencillo 1(RAXTD 23)
1. «Lightning Crashes» – 5:26
2. «The Beauty of Gray» (Bootleg Version) [Live] – 4:45
3. «T.B.D.» (Acoustic Version) – 3:49

### CD de Reino Unido Sencillo 2(RAXXD 23)
1. «Lightning Crashes» – 5:26
2. «Lightning Crashes» (Glastonbury '95) [Live] – 5:16
3. «White, Discussion» (Glastonbury '95) [Live] – 5:22

### Reino Unido Sencillo Casete
1. «Lightning Crashes» – 5:26
2. «Lightning Crashes» (Glastonbury '95) [Live] – 5:16

## Posición en las listas
| Lista (1995)                                | Cima |
| ------------------------------------------- | ---- |
| EE. UU. Billboard Mainstream Rock Tracks    | 1    |
| EE. UU. Billboard Modern Rock Tracks        | 1    |
| EE. UU. Billboard Recurrent Hot 100 Airplay | 2    |
| EE. UU. Billboard Mainstream Top 40         | 6    |
| EE. UU. Billboard Hot 100 Airplay           | 12   |
| Australian Singles Chart                    | 13   |
| UK Singles Chart                            | 33   |

| Predecesor: "When I Come Around" por Green Day | Billboard Modern Rock Tracks 'Sencillo número uno' 25 de febrero - 22 de abril, 1995          | Sucesor: "Good" por Better Than Ezra    |
| Predecesor: "Better Man" por Pearl Jam         | Billboard Mainstream Rock Tracks 'Sencillo número uno' 25 de marzo de 1995 - 27 de mayo, 1995 | Sucesor: "December" por Collective Soul |